# Kiattisak Pimyotha
Kiattisak Pimyotha (thailändisch เกียรติศักดิ์ พิมพ์โยธ, * 11. September 1995 in Suphanburi), auch als James bekannt, ist ein thailändischer Fußballspieler.

## Karriere
Kiattisak Pimyotha erlernte das Fußballspielen in der Jugendmannschaft des Suphanburi FC. Hier unterschrieb er im Juli 2022 seinen ersten Profivertrag. Der Verein aus Suphanburi spielt in der zweiten Liga, der Thai League 2. Sein Zweitligadebüt gab Kiattisak Pimyotha am 22. Januar 2023 (20. Spieltag) im Auswärtsspiel gegen den Chiangmai United FC. Hier wurde er bei der 2:1-Niederlage in der 90.+5 Minute für den verletzten Pongsakorn Samathanered eingewechselt. Für Suphanburi bestritt er fünf Ligaspiele. Im Sommer 2024 wechselte er zum ebenfalls in der zweiten Liga spielenden Nakhon Si United FC. Nach einer Spielzeit, in der er vier Ligaspiele bestritt, wechselte er im Juli 2025 zu dem ebenfalls in der zweiten Liga spielenden Chanthaburi FC.